# Віґур

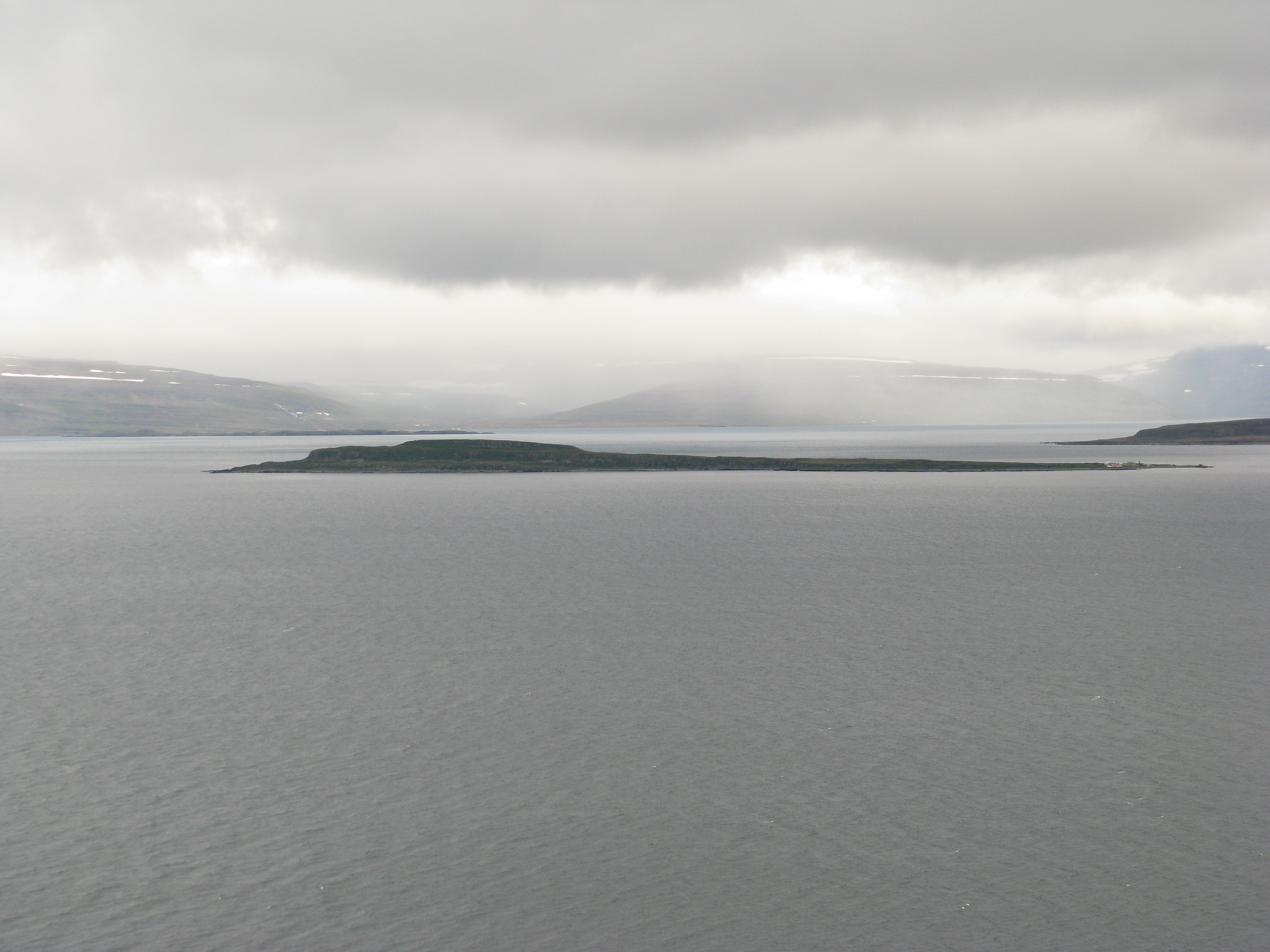
Вид на острів Віґур, світлина зроблена у вересні 2009 року

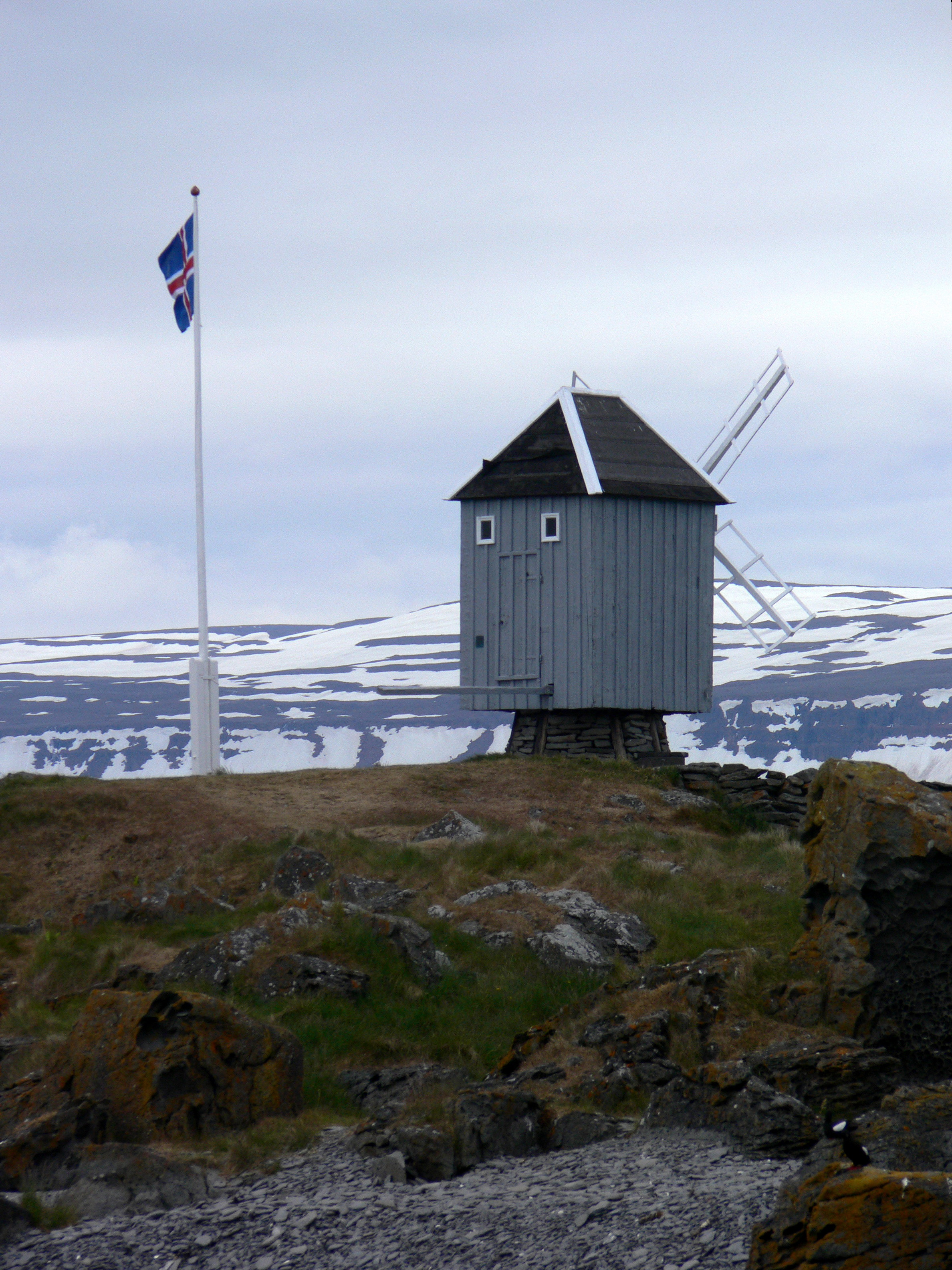
Вітряк на Віґурі, світлина зроблена у липні 2011 року

Віґур (ісл. вимова: [ˈvɪːɣʏr̥]) — другий за величиною острів фіорду Ісаф'ярдард'юп у Вестфірдірі в Ісландії. Розташований на південь від Полярного кола, острів протяжністю близько 2 кілометри у довжину та 400 метрів у ширину. Острів найбільше відомий своїми процвітаючими колоніями морських птахів, зокрема іпатками атлантичними, а також традиційним виробництвом гагачого пуху та історичними будівлями.

## Опис
Двоповерховий будинок Viktoriuhús, побудований у 1860 році, є однією з найстаріших дерев'яних будівель в Ісландії та є частиною колекції історичних будівель островів Національного музею Ісландії. Найстаріший морехідний човен Ісландії Vigurbreiður також розташований на цьому острові.
Сьогодні на Віґурі є лише одна ферма. У сімнадцятому столітті ферма на острові була будинком Магнуса Йонссона, заможної людини, яка збирала та замовляла рукописи. Перша згадка про Віґур у письмових джерелах датується 1194 роком, але цілком можливо, що він згадується й раніше під іншою назвою.
Вітряк, збудований приблизно 1840 року, також розміщений на острові. Це єдиний вцілілий історичний вітряк у країні і, можливо, найпівнічніший вітряк у світі.
Щороку на Віґурі знаходять близько 3500 гнізд звичайної гаги. Гнізда вистилають пухом гаги, який збирає фермер після того, як пташенята вилупилися з яєць. Пух гаги сушать, сортують і чистять вручну за допомогою методів, які передаються з покоління в покоління.
На Віґурі живе одна з найбільших колоній іпаток атлантичних в Ісландії, а також рідкісної колонії чорної кайри. Тут також мешкає велика кількість полярної крячки та інших арктичних морських птахів.